# Староалейська сільська рада
Староале́йська сільська рада (рос. Староалейский сельский совет) — сільське поселення у складі Третьяковського району Алтайського краю Росії.
Адміністративний центр — село Староалейське.

## Населення
Населення — 4428 осіб (2019; 4876 в 2010, 5204 у 2002).

## Склад
До складу сільської ради входять:
| Населений пункт       | Населення, осіб (2002) | Населення, осіб (2010) |
| --------------------- | ---------------------- | ---------------------- |
| Новогальцовка, селище | 127                    | 107                    |
| Староалейське, село   | 5077                   | 4769                   |